# Pterodroma ultima
Pterodroma ultima е вид птица от семейство Procellariidae. Видът е почти застрашен от изчезване.

## Разпространение
Видът е разпространен в Питкерн и Френска Полинезия.